# WWE-pay-per-viewevenementen 1991
De WWE-pay-per-viewevenementen in 1991 bestond uit professioneel worstelevenementen, die door de WWE werden georganiseerd in het kalenderjaar 1991.
In 1991 introduceerde de organisator, toen de World Wrestling Federation (WWF) genaamd, met This Tuesday in Texas een nieuwe, eenmalige evenement.

## WWE-pay-per-viewevenementen in 1991
| Datum            | Evenement             | Locatie                           | Stad                |
| ---------------- | --------------------- | --------------------------------- | ------------------- |
| 19 januari 1991  | Royal Rumble          | Miami Arena                       | Miami               |
| 24 maart 1991    | WrestleMania VII      | Los Angeles Memorial Sports Arena | Los Angeles         |
| 26 augustus 1991 | SummerSlam            | Madison Square Garden             | New York            |
| 27 november 1991 | Survivor Series       | Joe Louis Arena                   | Detroit             |
| 3 december 1991  | This Tuesday in Texas | Freeman Coliseum                  | San Antonio (Texas) |